# Stephen Hendry
Stephen Gordon Hendry (ur. 13 stycznia 1969 w Edynburgu) – szkocki snookerzysta, 7-krotny zdobywca tytułu mistrza świata.
Zwycięzca 36 turniejów rankingowych. Oprócz 7 tytułów MŚ, zawodnik posiada 6 zwycięstw w finałach turnieju Masters, 5 zwycięstw w UK Championship oraz 6 triumfów w Premier League.
Przez 9 sezonów był na pierwszej pozycji na światowej liście rankingowej. Podczas zawodowej kariery snookerzysty wbił 777 breaków powyżej 100 pkt, w tym 11 maksymalnych. W najlepszych latach swojej kariery charakteryzował się agresywnym, odważnym stylem gry. Hendry jako zawodowy snookerzysta zarobił 8 750 581 £. 1 maja 2012 roku po porażce 2:13 w ćwierćfinale mistrzostw świata ze Stephenem Maguire’em, ogłosił zakończenie zawodowej kariery. Do gry powrócił we wrześniu 2020 roku dzięki otrzymaniu od World Snooker Tour zaproszeniowej karty do Main Touru.
Dopiero w grudniu 2018 roku osiągnięcia Hendry’ego w najważniejszych turniejach zostały pobite przez Ronniego O’Sullivana.
Obecnie jest komentatorem snookera dla stacji BBC oraz ITV4.

## Wstęp
W latach 1990–1999 zdobył siedem tytułów mistrza świata w snookerze, w tym pięć z rzędu (1992–1996, ponadto w 1990 i 1999). W czterech z finałów okazał się lepszy od Anglika Jimmy’ego White’a. Ponadto dochodził do finałów w 1997 (porażka z Kenem Dohertym) i 2002 (porażka z Peterem Ebdonem, udany rewanż Ebdona za finał 1996). Hendry ma najwięcej tytułów MŚ z obecnie żyjących zawodników, ale biorąc pod uwagę wszystkie mistrzostwa świata począwszy od 1927, plasuje się na czwarty, miejscu: wyprzedzają go Joe Davis (15 tytułów), Fred Davis i John Pulman (po 8).
W 1984 i 1985 był mistrzem Szkocji amatorów. W latach 90. przejął po Stevie Davisie dominację w światowym snookerze, przez osiem sezonów (1990–1998) był numerem jeden w światowym rankingu snookerowym. Wśród wielu zwycięstw turniejowych można wymienić mistrzostwo Zjednoczonego Królestwa (pięciokrotnie), Grand Prix (czterokrotnie), British Open (trzykrotnie), Dubai Classic (trzykrotnie), B&H Masters (sześciokrotnie, w tym pięć razy z rzędu 1989–1993), B&H Irish Masters (trzykrotnie), Regal Scottish Masters (trzykrotnie); 6 lutego 2005 zdobył swoje 36. rankingowe zwycięstwo wygrywając w finale turnieju Malta Cup z Graeme’em Dottem.
Poza snookerem Hendry gra również w golfa oraz w pokera, do czego nie przyznaje się zbyt często, nie chcąc być podejrzewanym o hazard.
Został odznaczony Orderem Imperium Brytyjskiego (MBE, 1994). W roku 1987 i 1996 zwyciężał w plebiscycie „BBC Scotland’s Sports Personality”. Organizacja World Professional Billiards and Snooker Association siedmiokrotnie przyznała mu tytuł „Gracza roku”.

## Życie prywatne
Wychował się w Fife we wschodniej Szkocji. Uczęszczał tam do Inverkeithing High School, którą porzucił w wieku 16 lat na rzecz kariery zawodowej. W 1995 roku ożenił się z Mandy, z którą ma obecnie dwóch synów – Blaina (ur. 1996) i Cartera (ur. 2004). Mieszkają razem w małej, szkockiej miejscowości Auchterarder.
Stephen Hendry jest także kibicem sportowym. Kibicuje szkockiemu klubowi piłkarskiemu Heart of Midlothian F.C., który swój stadion ma w pobliżu miejsca, w którym Hendry mieszkał jako dziecko.
Jest również ambasadorem fundacji OneCity, pomagającej mieszkańcom Edynburga w polepszaniu poziomu życia.
W 1990 roku był bohaterem odcinka serialu dokumentalnego „This Is Your Life” (To Twoje życie).
W 1996 roku została wydana książka autorstwa Hendry’ego zatytułowana „Snooker Masterclass” z podtytułem How to build big breaks and win.

## Kariera zawodowa

### Początki kariery
Stephen Hendry rozpoczął grę w snookera w wieku 12 lat. Dwa lata później (1983 rok) wygrał National U-16 Championship (Narodowe Mistrzostwa do lat 16). Wystąpił również w juniorskiej wersji Pot Black.
W pierwszym sezonie, w którym grał jako zawodowiec, dostał się do 1/32 turnieju Mercantile Credit Classic. Został też najmłodszym Mistrzem Szkocji Zawodowców. Swój pierwszy sezon ukończył na 51. miejscu Światowej Listy Rankingowej. W następnym sezonie dotarł do ćwierćfinału turnieju Grand Prix oraz do półfinału Mercantile Credit Classic. Ponownie wygrał Mistrzostwa Szkocji Zawodowców. Swój drugi sezon zakończył na 23 miejscu listy rankingowej.

### Lata 1987–1990
Sezon 1987/1988 przyniósł Hendry’emu pierwsze zwycięstwa w rankingowym turniejach. Wygrał Grand Prix (stając się najmłodszym triumfatorem w historii snookera) i British Open, zwyciężył również w Australian Masters. Trzeci raz z rzędu zdobył tytuł Mistrza Szkocji Zawodowców. Sezon zakończył na 4 miejscu listy rankingowej.
W sezonie 1988/89 Szkot nie wygrał żadnego turnieju rankingowego, ale doszedł do finału UK Championship. Wygrał za to dwa turnieje nierankingowe, w tym jeden bardzo prestiżowy: Masters. Ostatecznie sezon ukończył na miejscu 3. listy rankingowej.
W sezonie 1989/90 Hendry rozpoczął dominację w światowym snookerze („dominatorem” lat 80. był Steve Davis). Wygrał turnieje rankingowe: UK Championship, Dubai Classic i Asian Open. Ponownie zwyciężył w Masters. Wygrał również Scottish Masters. W tym sezonie Hendry sięgnął również po raz pierwszy po tytuł mistrza świata (patrz rozdział: „udział w Mistrzostwach świata”). Sezon zakończył na szczycie Światowej Listy Rankingowej.

### Sezon 1990/1991
W tym sezonie Hendry nie obronił tytułu mistrza świata, ale wygrał 5 turniejów rankingowych oraz turniej Masters i Scottish Masters. Utrzymał również miejsce pierwsze na liście rankingowej.

### Lata 1992–1996
W latach 1992–1996 Hendry wygrał wszystkie Mistrzostwa świata. Do roku 1998 utrzymał pierwszą pozycję na liście rankingowej. W latach 1992–1996 wygrał również 12 innych (poza Mistrzostwami świata) turniejów rankingowych. W roku 1992, 1993 i 1996 wygrywał turniej Masters, a w 1994 doszedł do finału tych rozgrywek.

### Lata 1997–1998
W roku 1997 Hendry przerwał passę 5 kolejnych zwycięstw w MŚ. Przegrał w finale z Kenem Dohertym. Utrzymał jednak pierwsza pozycję na liście rankingowej.
Jednak już rok późnej Szkot nie tylko nie obronił pierwszej pozycji na liście rankingowej, ale przegrał również w pierwszej rundzie Mistrzostw świata mecz z Jimmym White’em. Tytuł MŚ zdobył w tym roku John Higgins, który też zastąpił Hendry’ego na pierwszym miejscu na liście rankingowej.
Podczas turnieju UK Championship w 1999 przegrał w pierwszej rundzie 0:9 (whitewash) z Marcusem Campbellem.
W 1998 roku Stephen Hendry przerwał serię 6 kolejnych występów w finale Mistrzostw świata.

### Sezon 1998/1999
W roku 1999 Stephen Hendry po raz siódmy w swojej karierze wygrał turniej Mistrzostw świata (patrz rozdział „Udział w Mistrzostwach świata”). Mimo to, nie udało mu się odzyskać pierwszej pozycji na liście rankingowej. Pozostał drugi po Johnie Higginsie. Był to ostatni triumf Hendry’ego w MŚ.

### Lata 2000–2004
W latach 2000–2004 Hendry przestał dominować w światowym snookerze. W rankingu na sezon 2000/01 spadł o kolejną pozycję (na trzecie miejsce). W rankingu na sezon 2001/02 pogorszył pozycję o kolejne dwa miejsca (5 pozycja). Zaś w rankingu na sezon 2002/03 spadł na miejsce 6.
W rankingu na sezon 2003/04 awansował jednak o 4 pozycję i wrócił na miejsce 2. W latach 2000–2004 wygrał 5 turniejów rankingowych. W tym dwa w roku 2000.

### Lata 2005–2008
W latach 2005–2007 Hendry wygrał tylko jeden turniej rankingowy: Malta Cup w roku 2005, pokonując w finale Graeme’a Dotta 9:7. W rankingu na sezon 2004/05 Hendry zajmował jednak dalej wysoką, trzecią pozycję. W rankingu na sezon 2005/06 poprawił się o jedno miejsce i zajmował drugie miejsce. Nieoczekiwanie w rankingu na sezon 2006/07 Hendry powrócił po 8 latach przerwy na pierwsze miejsce. Stało się tak głównie dzięki słabszej grze innych zawodników z czołowych miejsc. Przy obliczaniu rankingu bierze się pod uwagę punkty z dwóch poprzednich sezonów, czyli 2004/05 i 2005/2006. W trakcie trwania tych dwóch sezonów, Hendry wygrał tylko jedne zawody – wspomniany już turniej na Malcie, zaś w sezonie 2005/06 tylko raz udało mu się dojść do finału w rankingowym turnieju, w Northern Ireland Trophy, przegrał w nim z Walijczykiem Matthew Stevensem 7:9.
W Mistrzostwach świata w roku 2006 odpadł już w pierwszej rundzie. Mógł więc zostać wyprzedzony w rankingu przez Ronniego O’Sullivana i Kena Doherty’ego. Pierwszy z nich tracił do Hendry’ego zaledwie 300 punktów a drugi 425. Gdyby O’Sullivan wygrał mecz półfinałowy z o wiele niżej sklasyfikowanym Graeme’em Dottem (wówczas na 13 miejscu) a Ken Doherty mecz ćwierćfinałowy z jeszcze niżej sklasyfikowanym (na 24 miejscu wówczas) Marco Fu – obaj wyprzedzili by Hendry’ego na liście rankingowej. Niespodzianką było również odpadnięcie w pierwszej rundzie Higginsa, który również miał teoretyczną szansę na wyprzedzenie Hendry’ego.
W grudniu 2006 udało mu się dojść do finału UK Championship, w którym to przegrał 6:10 z Peterem Ebdonem. W marcu 2007 odpadł w pierwszej rundzie turnieju rankingowego China Open.
W sezonie 2007/08 Hendry w turniejach Shanghai Masters (sierpień) oraz Northern Ireland Trophy (listopad) opadł w drugiej rundzie, a w UK Championship w pierwszej, przegrywając 4:9 z Markiem Allenem, podobnie w Masters (rozgrywanym od 13 do 20 stycznia), w którym Hendry przegrał swój pierwszy mecz z Markiem Selbym 5:6. Bez żadnych sukcesów zakończył również turniej Malta Cup. W zawodach Welsh Open udało mu się dojść do półfinału, gdzie został pokonany przez Marka Selby’ego 4:6. W China Open, Hendry przegrał swój pierwszy mecz 1:5 z Barrym Hawkinsem. W Mistrzostwach świata w roku 2008 Hendry awansował do półfinału, gdzie spotkał się z Ronniem O’Sullivanem. Po sezonie 2007/08 został sklasyfikowany na 8 miejscu w światowym rankingu.

### Sezon 2008/2009
Hendry w sezonie 2008/09 zajmuje miejsce 6 na liście rankingowej. W pierwszych dwóch turniejach tego sezonu (Northern Ireland Trophy i Shanghai Masters) nie udało mu się wygrać żadnego pojedynku.
12 października 2008 roku wygrał pierwszy w sezonie mecz w turnieju rankingowym. Pokonał 5:4 Davida Gilberta w Grand Prix. Po meczu powiedział: I’m very relieved to get my first win of the season, [...] (Ulżyło mi, gdy wygrałem po raz pierwszy w tym sezonie). Hendry przyznał również, iż miał bardzo powolny początek sezonu. Szkot w drugiej rundzie turnieju zmierzył się z Johnem Higginsem, mecz rozgrywany 15 października 2008 zakończył wynikiem 2:5. Tym samym Hendry zakończył udział w turnieju w drugiej rundzie. Serwis BBC.co.uk skomentował mecz w następujący sposób: Both players missed relatively simple chances to build a frame winning break, but it was Higgins who eventually took advantage and he never looked back. [...] With his back to wall the seven-time world champion responded to reduce the arrears with a century break. (Obaj zawodnicy nie wykorzystywali relatywnie łatwych szans by zbudować breaka i wygrać partię, ale Higgins był tym, który potrafił w końcu zdobyć przewagę i już jej nie oddać. [...] Przyparty do muru Hendry – siedmiokrotny MŚ – potrafił jedynie odpowiedzieć stupunktowym breakiem, którym zmniejszył rozmiar porażki).
W następnym w sezonie turnieju rankingowym – Bahrain Championship Hendry doszedł do półfinału, w którym przegrał 4:6 z Matthew Stevensem. W swoich wcześniejszych meczach zawodnik pokonał kolejno: Ricky’ego Waldena (5:3), Barry’ego Pinchesa (5:1) i Roberta Milkinsa (5:2).
W rozgrywanym w grudniu 2008 turnieju UK Championship Hendry przegrał w pierwszej rundzie ze Stephenem Lee 7:9. Zawodnik tak podsumował to spotkanie: It’s hard to pot balls when there’s chaos inside my head. I know what causes it but I’m not going to tell you. The only positive thing from the match is that I played so badly but still only lost 9-7.  (Trudno jest wbijać bile, kiedy mam w głowie chaos. Wiem czym jest spowodowany, ale nie powiem wam. Jedynym pozytywnym aspektem tego spotkania było to, że grając tak źle przegrałem tylko 9-7).
Turniej Masters, rozgrywany w styczniu 2009 roku, Hendry również zakończył w pierwszej rundzie, przegrywając z Neilem Robertsonem 4:6. Nie udało mu się również przejść pierwszej rundy turnieju Welsh Open, w meczu rozgrywanym 17 lutego uległ Martinowi Gouldowi 3-5.
W ostatnim przed Mistrzostwami świata turnieju rankingowym – China Open Hendry doszedł do ćwierćfinału, w którym przegrał 1:5 z Peterem Ebdonem. W pierwszej rundzie tego turnieju szkocki snookerzysta pokonał Roberta Milkinsa (5:3), zaś w drugiej Ricky Waldena (5:4).
28 kwietnia 2009 roku podczas ćwierćfinału MŚ zdobył 9. breaka maksymalnego w karierze.

### Sezon 2009/2010
W pierwszym rankingowym turnieju sezonu Shanghai Masters 2009 Hendry został wyeliminowany w drugiej rundzie, w której przegrał z Rickym Waldenem 1:5. W kolejnym turnieju tego sezonu – Grand Prix 2009 (trwającym od 3 do 11 października), zawodnik również został wyeliminowany w 2 rundzie, tym razem przez Marka Williamsa (wynik spotkania 2:5).
W rozgrywanym w grudniu 2009 roku turnieju UK Championship Hendry wygrał w pierwszej rundzie ze Steve’em Davisem 9:6, ale został pokonany w rundzie drugiej przez Marka Selby’ego 5:9.
W turnieju Welsh Open Hendry po raz kolejny został wyeliminowany w drugie rundzie, przegrywając 3:5 z Ryanem Dayem.
W ostatnim przed mistrzostwami świata turnieju rankingowym – China Open Stephen Hendry doszedł do ćwierćfinału, w którym przegrał z Markiem Allenem 4:5. W pierwszej rundzie wyeliminował Andrew Higginsona (5:2), w drugiej Ryana Daya (5:0 – whitewash).

### Sezon 2010/2011

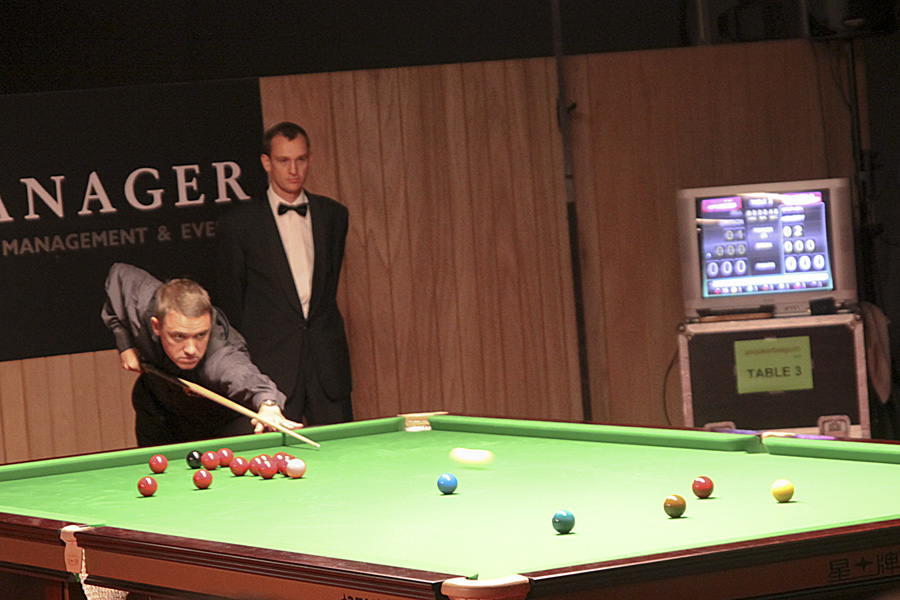
Hendry podczas turnieju z cyklu EPTC

W pierwszym turnieju rankingowym sezonu Shanghai Masters Hendry odpadł w pierwszej rundzie przegrywając z Martinem Gouldem 2:5. W następnym turnieju World Open osiągnął drugą rundę ulegając 1:3 O’Sullivanowi. Taką samą fazę rozgrywek osiągnął również w UK Championship, gdzie został pokonany przez Marka Williamsa 6:9. W turnieju Wesh Open odpadł w drugiej rundzie przegrywając ze Stephenem Maguire’em 4:2, wbijając w pierwszej partii swojego dziesiątego breaka 147-punktowego w karierze. Podczas Mistrzostw Świata uległ 4:13 Markowi Selby w 2 rundzie.

### Sezon 2011/2012
Po rewizji rankingu w sezonie 2011/2012 Hendry wypadł z pierwszej szesnastki rankingu światowego. Przed turniejem UK Championship 2011 musiał wziąć udział w jednym meczu rundy kwalifikacyjnej. Po udanych kwalifikacjach odpadł w 1 rundzie tego turnieju – grając jako nierozstawiony zmierzył się ze Stephenem Maguire’em, z którym przegrał 3:6.
W turnieju PTC 12 Hendry dotarł do półfinału, w którym ponownie musiał uznać wyższość Stephena Maguire’a (3:4).
21 kwietnia 2012 Stephen Hendry rozpoczął swój 27. występ z rzędu na Mistrzostwach Świata (pobił tym samym rekord Steve’a Davisa, który grał w Crucible aż 30 razy, ale „tylko” 26 razy z rzędu). Zarówno osiągnięcie Hendrego jak i Davisa poprawił inny z wielkich – Ronnie O’Sullivan. Słynny Anglik w roku 2023 wystąpił po raz 31 z rzędu w Mistrzostwach Świata. Tego samego dnia wbił swojego 11 breaka maksymalnego w 1 rundzie Mistrzostw Świata w meczu ze Stuartem Binghamem. Był to jego 3 break maksymalny wbity w Crucible Theatre, a także 10 w całej historii mistrzostw świata.
W drugiej rundzie Stephen Hendry po raz pierwszy zmierzył się na Mistrzostwach Świata z Johnem Higginsem. Chociaż wcześniej rozegrali ze sobą aż 38 oficjalnych pojedynków ani razu nie doszło do tego w Crucible Theatre. Ten mecz zakończył się wysokim zwycięstwem Hendry’ego 13-4. Był to dla siedmiokrotnego mistrza świata pierwszy mecz wygrany z Higginsem w turnieju rankingowym od 2003 roku. 1 maja 2012 roku po porażce w ćwierćfinale Mistrzostw Świata 13-2 ze Stephenem Maguire’em Stephen Hendry na pomeczowej konferencji prasowej ogłosił zakończenie profesjonalnej kariery. „Maestro” wyznał, że była to łatwa decyzja, na którą wpłynęło kilka czynników, m.in. fakt, że ostatnimi czasy nie gra już na takim poziomie, na jakim chciałby grać oraz utrata radości z treningów. Podobno decyzję o odejściu od profesjonalnego snookera podjął już trzy miesiące temu i nawet gdyby zdobył ósmy mistrzowski tytuł, zdania by nie zmienił.

### Powrót do zawodowego snookera
W sierpniu 2020 roku Hendry wziął udział w mistrzostwach świata seniorów, w których dotarł do półfinału, gdzie przegrał z dawnym rywalem Jimmym White’em. Na początku września World Snooker Tour ogłosiło, że Szkot otrzymał dwuletnią zaproszeniową kartę do Main Touru i tym samym powróci do profesjonalnego snookera po ośmiu latach przerwy. Pierwszy mecz po wznowieniu kariery rozegrał 2 marca 2021 roku w turnieju Gibraltar Open. Mecz zakończył się przegraną Szkota 1-4. W jedynym wygranym framie wbił on swoją 776. setkę w karierze.

## Styl gry

### Taktyka
Hendry grał metodycznie, ale odważnie. Potrafił budować duże breaki, nawet gdy układ na stole jest trudny. W grze taktycznej jest agresywny, stara się wbijać nawet trudne bile. W latach 90. wyróżniał się wysoką skutecznością w wygrywaniu frame’ów. Wygrywał wysoko nawet z graczami z czołowych miejsc rankingowych, a do roku 2005 wbił ponad 500 breaków 100-punktowych.
Autorzy książki „Master of the baize” nazwali Hendry’ego najlepszym graczem w historii. Sporządzili oni ranking punktowy w którym oceniali w skali do 20 punktów następujące umiejętności: budowę breaków, wbijanie, grę odstawną, temperament, brawurę i uderzenia. Szkot otrzymał 116 punktów (na 120 możliwych). Na 17 punktów oceniono jego grę odstawną, a na 19 uderzenia, w pozostałych kryteriach otrzymał maksymalną liczbę punktów.

### Przydomki
Lista przydomków wraz z tłumaczeniem na język polski.
- The Golden Boy[5] (ang. Złoty chłopak)
- The Great Man[5] (ang. Wspaniały, wielki człowiek)
- The Maestro[5]
- The Ice Man[38] (ang. Człowiek z lodu)
- Rolls Royce of Snooker[6] (ang. Rolls Royce snookera[39])

## Zestawienie osiągnięć

### Pozycja w rankingu światowym
Hendry aż 9 razy zajmował pierwsze miejsce w rankingu. Jest to najlepszy rezultat wszech czasów. Ranking liczony jest jednak dopiero od roku 1976. 7 razy pierwsze miejsce w tym rankingu zajmował Steve Davis oraz Mark Selby, 6 razy Ronnie O’Sullivan, a 3 razy John Higgins i Mark Williams.

## Miejsca wświatowym rankingu

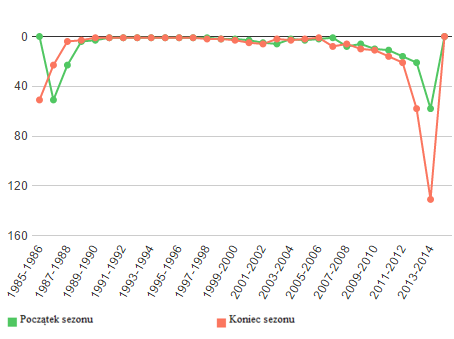
Miejsca Stephena Hendry w Światowym rankingu snookerowym

| Sezon   | Miejsce | Sezon   | Miejsce | Sezon   | Miejsce | Sezon   | Miejsce | Sezon   | Miejsce |
| ------- | ------- | ------- | ------- | ------- | ------- | ------- | ------- | ------- | ------- |
| 1986/87 | 51      | 1992/93 | 1       | 1998/99 | 2       | 2004/05 | 3       | 2010/11 | 11      |
| 1987/88 | 23      | 1993/94 | 1       | 1999/00 | 2       | 2005/06 | 2       | 2011/12 | 16      |
| 1988/89 | 4       | 1994/95 | 1       | 2000/01 | 3       | 2006/07 | 1       | 2012/13 | 21      |
| 1989/90 | 3       | 1995/96 | 1       | 2001/02 | 5       | 2007/08 | 8       | 2013/14 | 58      |
| 1990/91 | 1       | 1996/97 | 1       | 2002/03 | 6       | 2008/09 | 6       |         |         |
| 1991/92 | 1       | 1997/98 | 1       | 2003/04 | 2       | 2009/10 | 10      |         |         |

### Breaki

#### Breaki maksymalne
Hendry zanotował 11 turniejowych breaków maksymalnych (147-punktowych). W tej klasyfikacji ustępuje Johnowi Higginsowi {12 breakow} oraz Ronniemu O’Sullivanowi (15 breaków).
Turnieje, w których zawodnik osiągnął break maksymalny:
- 1992 World Matchplay
- 1995 Mistrzostwa Świata w Snookerze 1995
- 1995 Royal Liver Assurance UK Championship
- 1997 Liverpool Victoria Charity Challenge
- 1998 Dr Martens Premier League
- 1999 British Open (jesień)
- 1999 Liverpool Victoria UK Championship
- 2001 Rothmans Grand Prix
- 2009 Mistrzostwa Świata w Snookerze 2009
- 2011 Welsh Open 2011
- 2012 Mistrzostwa Świata w Snookerze 2012

#### Breaki 100-punktowe
Rekordy Hendry’ego związane z breakami – czyli największą zdobytą liczbą punktów za jednym podejściem do stołu:
- najwięcej breaków 100-punktowych w trakcie jednego turnieju (16 podczas Mistrzostw świata w 2002). Dokładnie 20 lat później osiągnięcie to wyrównał Walijczyk Mark J. Williams (16 podczas Mistrzostw Świata w 2022).
- najwięcej breaków 100-punktowych w jednym meczu (7 w finale UK Championship w 1994)
- pierwszy, który uzyskał breaka maksymalnego w decydującym frejmie meczu (finał Liverpool Victoria Charity Challenge w roku 1997)[42]. Takim wyczynem może pochwalić się również Ronnie O’Sullivan (półfinał UK Championschip 2007).
- pierwszy, który uzyskał więcej niż 2 turniejowe 147-punktowe breaki
- jako pierwszy uzyskał breaka maksymalnego w finale turnieju rankingowego (1999 British Open). Podobnym wyczynem może pochwalić się Mark Selby (finał Mistrzostw Świata 2023).
- pierwszy, który uzyskał 5 breaków 100-punktowych w 7 frejmach (finał UK Championship 1994)

Do 2015 roku Hendry był też rekordzistą pod względem liczby wbitych breaków stupunktowych, podczas Masters 2015 wyprzedził go Ronnie O’Sullivan.

### Zwycięstwa w turniejach

#### Zwycięstwa w Mistrzostwach świata
W sumie Hendry wystąpił w Mistrzostwach świata 27 razy. 7 razy wygrał (1990, 1992, 1993, 1994, 1995, 1996, 1999), 2 razy był drugi, 3 razy odpadał w półfinale, 7 razy doszedł do ćwierćfinałów, 4 razy kończył turniej w 1/8 finału, a 4 razy został pokonany już w pierwszej rundzie.
Spośród żyjących zawodników Hendry, razem z O’Sullivanem, ma najwięcej tytułów mistrza świata { 7 }. Jednak w zestawieniu wszystkich zawodników biorących udział w MŚ od roku 1927 włącznie, Hendry wraz z O’Sullivanem zajmuja ex aequo czwartą pozycję. Pierwszą pozycję w zestawieniu zawodników wszech czasów zajmuje piętnastokrotny Mistrz świata – Joe Davis.
Inni, obecnie grający zawodnicy triumfowali w MŚ następująca liczbę razy:
- John Higgins, Mark Selby – 4
- Mark J. Williams – 3
- John Parrott, Ken Doherty, Peter Ebdon, Shaun Murphy, Graeme Dott, Kyren Wilson, Stuart Bingham, Judd Trump, Luca Brecel – 1

#### Zwycięstwa w turniejach rankingowych
Hendry zwyciężył łącznie w 36 turniejach rankingowych, co stanowi drugie najlepsze osiągnięcie w całej historii takich turniejów zaraz po Ronniem O’Sullivanie. Anglik zwycieżał w 40 takich turniejach.
Jeżeli wziąć pod uwagę liczbę zwycięstw zawodnika również w turniejach nierankingowych, to Hendry zajmuje 3. pozycję – 74 wygrane. Drugi w zestawieniu jest Ronnie O’Sullivan ( 79 wygranych). Liderem natomiast  jest Legendarny Steve Davis ( 81 wygranych).
| Turniej                          | Rok                          |
| -------------------------------- | ---------------------------- |
| Grand Prix                       | 1987, 1990, 1991, 1995       |
| British Open                     | 1988, 1991, 1999, 2003       |
| Asian Open/Thailand Masters      | 1989, 1990, 1998             |
| Dubai Duty Free Classic          | 1989, 1990, 1993             |
| UK Championship                  | 1989, 1990, 1994, 1995, 1996 |
| Regal Welsh Open                 | 1992, 1997, 2003             |
| International Open/Scottish Open | 1993, 1997, 1999             |
| European Open                    | 1994, 1995, 2001             |
| Malta Cup                        | 2005                         |

#### Finały turniejów rankingowych
Oprócz 36 zwycięstw, Stephen Hendry 21 razy musiał uznać w finale wyższość swoich rywali. 57 finałów turniejów rankingowych to 2. wynik w historii. Liderem jest  Ronnie O’Sullivan (61 finalow).
| Turniej                        | Rok                          |
| ------------------------------ | ---------------------------- |
| UK Championship                | 1988, 1993, 1997, 2003, 2006 |
| International                  | 1989                         |
| European Open                  | 1990, 1993, 2003             |
| Classic                        | 1991, 1992                   |
| Dubai Duty Free Classic        | 1992                         |
| British Open                   | 1997, 1998                   |
| Mistrzostwa świata w snookerze | 1997, 2002                   |
| Regal Welsh Open               | 1999, 2005                   |
| Thailand Masters               | 2000, 2001                   |
| China Open                     | 2005                         |

#### Turniej The Masters
Jednym z najbardziej prestiżowych turniejów jest, rozgrywany od 1975 roku, The Masters. Hendry zwyciężał w nim aż 6 razy i przez 20 lat, aż do 2016 roku był niekwestionowanym liderem tej klasyfikacji. Jego rekord dopiero w 2017 roku zdołał poprawić inny z wielkich graczy – Ronnie O’Sullivan. Słynny "The Rocket" zwyciężając również w roku 2024 ustanowił rekord 8 zwycięstw w tym prestiżowym turnieju.
Z pozostałych zawodników po 3 wygrane mają Steve Davis, Cliff Thorburn, Mark Selby i nieżyjący już Paul Hunter.
Wygrane Hendry’ego:
- 1989 Stephen Hendry – John Parrott 9:6
- 1990 Stephen Hendry – John Parrott 9:4
- 1991 Stephen Hendry – Mike Hallett 9:8
- 1992 Stephen Hendry – John Parrott 9:4
- 1993 Stephen Hendry – James Wattana 9:5
- 1996 Stephen Hendry – Ronnie O’Sullivan 10:5

Drugie miejsca:
- 1994 Alan McManus – Stephen Hendry 9:8
- 1998 Mark J. Williams – Stephen Hendry 10:9
- 2003 Mark J. Williams – Stephen Hendry 10:4

### Inne osiągnięcia
- Jeden z 5 graczy, którzy w tym samym sezonie zdobyli Mistrzostwo świata i UK Championship
- Jeden z 3 graczy, którzy w tym samym sezonie zdobyli Mistrzostwo świata, UK Championship oraz The Masters oraz jedyny, który dokonał tej sztuki dwukrotnie

## Udział w Mistrzostwach świata
Stephen Hendry brał udział w mistrzostwach świata nieprzerwanie od roku 1986 do 2012 (27 edycji). W tym czasie rozegrał 90 meczów, z których 70 wygrał, a jedynie 20 przegrał (77,7% zwycięstw). W całej swojej karierze w zawodach o mistrzostwo świata wygrał niespełna 2 mln £.
Objaśnienie skrótów użytych w rozdziale: 1R – pierwsza runda, 2R – druga runda, 1/4 -ćwierćfinał, 1/2 – półfinał, F – finał.

### Lata 1986–1989
W swoich pierwszym Mistrzostwach świata w 1986 roku Hendry odpadł w pierwszej rundzie, przegrywając z Williem Thorne’em 8:10.
Rok później doszedł do ćwierćfinałów, w pierwszej rundzie pokonując Williego Thorne’a 10:7, a w drugiej Anglika Steve’a Longwortha 13:7. Natomiast w ćwierćfinale uległ 13:12 Joemu Johnsonowi.
W roku 1988 Hendry odpadł w drugiej rundzie w meczu z Jimmym White’em przegrywając 13:12. W pierwszej rundzie Szkot pokonał innego Anglika – Deana Reynoldsa.
W 1989 Stephen Hendry po raz pierwszy doszedł do półfinałów mistrzostw. W pierwszej rundzie wyeliminował wówczas Anglika Gary’ego Wilkinsona (10:9), w drugiej Anglika Williego Thorne’a (13:4), a w ćwierćfinale Walijczyka Terry’ego Griffithsa (13:5). W następnym meczu przegrał z późniejszym zwycięzcą tych zawodów Steve’em Davisem 9:16.

### Lata 1990–1999
W 1990 roku Stephen Hendry po raz pierwszy sięgnął po tytuł mistrza świata. Rok później odpadł w ćwierćfinale, natomiast od 1992 roku nie rozstawał się pucharem Mistrza aż do 1996. Przez cztery kolejne lata spotkał się z Jimmym White’em, który był blisko uzyskania tytułu mistrza świata w 1994, kiedy to finał rozstrzygnął się w ostatnim 35 frejmie.
W 1997 passę Hendry’ego przerwał Ken Doherty, wygrywając 18:12. Natomiast rok później został wyeliminowany już w pierwszej rundzie w meczu Jimmym White’em.
W 1999 roku Hendry po raz siódmy (i ostatni jak do tej pory) zdobył tytuł mistrza świata, pokonując w finale Marka Williamsa.
|    | 1990                   | 1991                | 1992                 | 1993               | 1994                    |
| -- | ---------------------- | ------------------- | -------------------- | ------------------ | ----------------------- |
| 1R | 10:7 Alain Robidoux    | 10:4 Warren King    | 10:3 Stephen Murphy  | 10:1 Danny Fowler  | 10:1 Surrinda Gill      |
| 2R | 13:7 Tony Meo          | 13:8 Alain Robidoux | 13:10 James Wattana  | 13:4 Darren Morgan | 13:2 Dave Harold        |
| ¼F | 13:6 Darren Morgan     | 11:13 Steve James   | 13:6 Dene O’Kane     | 13:7 Nigel Bond    | 13:8 Nigel Bond         |
| ½F | 16:11 John Parrott     |                     | 16:4 Terry Griffiths | 16:9 Alan McManus  | 16:9 Steve Davis        |
| F  | 18:12 Jimmy White      |                     | 18:14 Jimmy White    | 18:5 Jimmy White   | 18:17 Jimmy White       |
|    | 1995                   | 1996                | 1997                 | 1998               | 1999                    |
| 1R | 10:3 Stefan Mazrocis   | 10:8 Jason Ferguson | 10:6 Andy Hicks      | 4:10 Jimmy White   | 10:8 Paul Hunter        |
| 2R | 13:6 Tony Drago        | 13:7 Gary Wilkinson | 13:8 Mark Willliams  |                    | 13:7 James Wattana      |
| ¼F | 13:8 Ronnie O’Sullivan | 13:5 Darren Morgan  | 13:10 Darren Morgan  |                    | 13:5 Matthew Stevens    |
| ½F | 16:12 Jimmy White      | 16:7 Nigel Bond     | 17:13 James Wattana  |                    | 16:13 Ronnie O’Sullivan |
| F  | 18:9 Nigel Bond        | 18:12 Peter Ebdon   | 12:18 Ken Doherty    |                    | 18:11 Mark Williams     |

### Lata 2000–2004
W latach 2000–2004 Hendry tylko raz (w 2002 roku) doszedł do finału, ale – choć był tego bliski (mecz rozstrzygnął się w ostatnim frejmie) – nie udało mu się odzyskać pucharu. Najgorszy występ Szkota w tym okresie to rok 2000, kiedy to okazał się gorszy od Stuarta Binghama przegrywając z nim w pierwszej rundzie.
|    | 2000                | 2001                 | 2002                    | 2003                | 2004                   |
| -- | ------------------- | -------------------- | ----------------------- | ------------------- | ---------------------- |
| 1R | 7:10 Stuart Bingham | 10:5 Mark Davis      | 10:4 Shaun Murphy       | 10:7 Gary Wilkinson | 10:2 Stuart Pettman    |
| 2R |                     | 13:5 Paul Hunter     | 13:3 Anthony Davies     | 13:11 Drew Henry    | 13:12 Barry Pinches    |
| ¼F |                     | 5:13 Matthew Stevens | 13:12 Ken Doherty       | 7:13 Mark Williams  | 13:3 Ian McCulloch     |
| ½F |                     |                      | 17:13 Ronnie O’Sullivan |                     | 4:17 Ronnie O’Sullivan |
| F  |                     |                      | 17:18 Peter Ebdon       |                     |                        |

### Lata 2005–2010
2005
W roku 2005 Hendry podobnie jak dwa lata wcześniej doszedł do ćwierćfinału, w którym odpadł z Matthew Stevensem (11:13). W pierwszej rundzie wygrał z Neilem Robertsonem 10:7, a w drugiej z Anthony Hamiltonem (13:3).
2006
W MŚ rozgrywanych w 2006 Szkot odpadł już w pierwszej rundzie. Pokonał go Anglik Nigel Bond 9:10. W turnieju triumfował inny Szkot Graeme Dott.
2007
W pierwszej rundzie Hendry wyeliminował Davida Gilberta. Mecz zakończył się wynikiem 10:7.
W drugiej rundzie Hendry zmierzył się z Allim Carterem. Pierwszą sesję przegrał 2:6, po drugiej przegrywał już 4:12. Trzecia odsłona tego pojedynku zakończyła się po 3 frame’ach. Carter wygrał cały mecz 13:6 a Hendry tym samym zakończył swój udział w turnieju w drugiej rundzie.
2008
W pierwszym meczu MŚ rozgrywanych w 2008 roku Hendry wyeliminował Marka Allena. Wygrywając mecz 10:9. W 1/8 finału pokonał Ding Junhuia 13:7. W ćwierćfinale udało mu się wyeliminować Walijczyka Ryana Daya 13:7. Hendry kontrolował ten pojedynek od samego początku – bowiem po pierwszej sesji wygrywał aż 7:1.
W półfinale Hendry przegrał wysoko z Ronniem O’Sullivanem 6:17 po trzech sesjach (mecz był zaplanowany na 4 sesje). Szkot zremisował pierwszą sesję 4:4, ale oddał wszystkie osiem frame’ów drugiej sesji, zaś w trzeciej przegrał 5:2. Podczas tego meczu Szkot po raz pierwszy w historii swoich występów w MŚ przegrał sesję 8:0.
Po meczu Hendry powiedział m.in.:  Perhaps I should have had a lead after the first session but that’s by the by, today Ronnie was outstanding. I should have won the second and third frames, apart from that it’s the best anyone has played against me. (Może powinienem mieć przewagę po pierwszej sesji, ale swoją drogą Ronnie był fantastyczny. Powinienem wygrać drugi i trzeci frame, poza tym to jest najlepszy ktoś kto kiedykolwiek grał przeciwko mnie.)
O O’Sullivanie również powiedział: When you let him get a lead on you he’s unstoppable. He’s a different animal when you put pressure on him, but I didn’t. (Kiedy wypuścisz go na prowadzenie, on jest nie do zatrzymania. Jest zupełnie innym zwierzakiem, kiedy wywrzesz na niego presję, ale ja tego nie zrobiłem)
W telewizyjnym wywiadzie przyznał, iż był zadowolony z osiągnięcia półfinału MŚ, zauważył jednak, że musi poprawić swoją grę by osiągnąć w przyszłości ósmy tytuł mistrza świata.
2009
Przed Mistrzostwami świata w 2009 roku Hendry nie był uznawany przez serwisy bukmacherskie za faworyta. Bwin.com płacił 34 € za każde euro postawione na tego zawodnika, zaś brytyjski William Hill 40 funtów za jednego postawionego. W pierwszym meczu Hendry zmierzył się z dwukrotnym Mistrzem świata Markiem Williamsem. Szkocki snookerzysta przegrał pierwszą sesję meczu 4:5, prowadząc początkowo 4:1. W drugiej odsłonie pojedynku jego rywal doprowadził do wyniku 5:7, jednak następnie pięć frame’ów wygrał Hendry, zwyciężając ostatecznie 10:7 i awansując do drugiej rundy.
W drugiej rundzie pokonał Chińczyka Ding Junhui 13:10 i awansował do ćwierćfinału, w którym zmierzył się z mistrzem świata z roku 2005, Shaunem Murphym. W meczu tym wbił breaka maksymalnego (147 punktów w jednym podejściu, za którego otrzymał 147 tys. funtów nagrody), dającego prowadzenie 5:2 (ostatecznie 1. sesja zakończyła się wynikiem 5:3 dla Hendrego). Druga nie była już tak udana (porażka 6:2) i mecz zakończył się wynikiem 13:11 dla Murphy’ego.
2010
W 2010 roku Hendry wygrał mecz 1. rundy z Zhangiem Andą w ostatniej 19 partii. W drugiej rundzie zmierzył się z Markiem Selby, mecz ten zakończył się remisem po pierwszej sesji (4:4), w kolejnych odsłonach pojedynku Hendry wygrał tylko jedną partię, ostatecznie przegrywając mecz 5:13.

### Lata 2011–2012
2011
W 2011 roku rywalem Szkota w 1/32 był Joe Perry, spotkanie było bardzo wyrównane, mimo trzy-frejmowego prowadzenia Stephena przy wyniku 6:3. Kolejne trzy partie podły jednak łupem Joe i do końca nikt już nie osiągnął dwu-frejmowego prowadzenia. Ostatecznie lepszy okazał się Szkot, który w spotkaniu wbił dwa breaki 100+ i ostatecznie wygrał mecz na kolorach w decydującej partii. W kolejnej rundzie rywalem siedmiokrotnego mistrza świata był Mark Selby. Młodszy zawodnik rozgromił „Golden Boya” 13:4, prowadząc do końca pierwszej sesji 7:1. W drugiej Anglik pozwolił wygrać tylko trzy partie bardziej utytułowanemu zawodnikowi. W całym spotkaniu padło 7 breaków 100+, lecz aż 6 było autorstwa Marka Selbyego.
2012
Mistrzostwa Świata 2012 to jak się później okazało, ostatni turniej, w którym wystąpił siedmiokrotny zwycięstwa mistrzostw globu. W swoim pierwszym spotkaniu Stephen zmierzył się ze Stuart Binghamem. Pierwszą sesję spotkania Hendry rozpoczął od wygrania trzech frame’ów, czwarty frame zaś okazał się zwycięski dla Binghama w wyniku czego na pierwszą przerwę zawodnicy schodzili przy prowadzeniu Szkota 3-1. Po powrocie do stołu, w drugiej części spotkania zdecydowanie lepszym zawodnikiem okazał się Stephen Hendry, wygrał wszystkie partie tej części spotkania, wbijając w międzyczasie swojego jedenastego breaka maksymalnego. Gdy zawodnicy wrócili na druga sesję pojedynku, Stuart zaczął odrabiać straty wygrywając trzy pierwsze partie. Kolejne dwie padły jednak łupem Szkota, który mógł się cieszyć z okazałego zwycięstwa 10:4.
W drugiej rundzie miało miejsce szkockie derby, gdyż rywalem Stephena był John Higgins, z którym to po raz pierwszy przyszło mu się mierzyć podczas mistrzostw globu. Pierwsze fragmenty spotkania stały na wysokim poziomie, jednak to John wyszedł na dwu-frejmowe prowadzenie, jednak szybko został dogoniony przez starszego rodaka i na przerwę zawodnicy schodzili przy stanie 2:2. Następny frejm, to popis Higginsa, który skompletował najwyższy break spotkania- 124 punkty. Ostatecznie, to jednak „Maestro” zakończył pierwszą sesję z przewaga dwóch partii. Obaj zawodnicy mogli pochwalić się skutecznością na poziomie 92–93%.
Druga sesja to całkowicie inny pojedynek, nieskuteczny Higgins i dokładny Stephen. Do przerwy widniał wynik 8:4, co oznaczało, że zawodnicy będą jeszcze musieli powrócić następnego dnia na dokończenie spotkania, lecz do końca sesji John nie wygrał już ani jednego frejma. Koniec sesji nastąpił, gdy zawodnicy rozegrali 16 z 25 zaplanowanych partii.
Następnego dnia kibice nie doczekali się comebacku w wykonaniu Higgins. Stephen wygrał pierwszą zaplanowaną partię i odprawił swojego rodaka do domu. Ostatecznie rezultat wyglądał 13:4 na rzecz starszego Szkota.
Ćwierćfinał to także szkocki pojedynek, tym razem jego rywalem był Stephen Maguire. Pierwsza sesja to całkowita dominacja Maguire’a, który pierwszą partię oddał rywalowi dopiero w siódmym frejmie. Pierwsza sesja zakończyła się wynikiem 7:1 dla Maguire’a, który to też nie osiadł na laurach i drugą sesję rozpoczął od równie udanego ataku, nie oddając ani jednego frejma do przerwy. Piąta partia drugiej sesji to zwycięstwo „Golden Boya”, lecz to wszystko na co było stać Hendryego w tym spotkaniu. Kolejne dwa frejmy to zwycięstwa młodszego Szkota i wygrana wynikiem 13:2.
W całym turnieju Stephen wbił trzy breaki stupunktowe, w tym swojego jedenastego breaka maksymalnego, za wbicie którego otrzymał nagrodę 40000 funtów.

## Uczestnictwo w większych turniejach
| Turniej            | 1986 | 1987 | 1988 | 1989 | 1990 | 1991 | 1992 | 1993 | 1994 | 1995 | 1996 | 1997 | 1998 | 1999 | 2000 | 2001 | 2002 | 2003 | 2004 | 2005 | 2006 | 2007 | 2008 | 2009 | 2010 | 2011 | 2012 | Razem występy |
| ------------------ | ---- | ---- | ---- | ---- | ---- | ---- | ---- | ---- | ---- | ---- | ---- | ---- | ---- | ---- | ---- | ---- | ---- | ---- | ---- | ---- | ---- | ---- | ---- | ---- | ---- | ---- | ---- | ------------- |
| Mistrzostwa świata | 1R   | QF   | 2R   | SF   | W    | QF   | W    | W    | W    | W    | W    | F    | 1R   | W    | 1R   | QF   | F    | QF   | SF   | QF   | 1R   | 2R   | SF   | QF   | 2R   | 2R   | QF*  | 27            |
| UK Championship    | A    | A    | F    | W    | W    | SF   | QF   | F    | W    | W    | W    | F    | 1R   | SF   | SF   | QF   | 3R   | F    | 2R   | SF   | F    | 1R   | 1R   | 2R   | 2R   | 1R   | A    | 24            |
| Grand Prix         | QF   | W    | 4R   | 5R   | W    | W    | ?    | ?    | QF   | W    | 1R   | 2R   | QF   | 5R   | 2R   | SF   | 3R   | 2R   | 3R   | SF   | 1R   | 1R   | 2R   | 2R   | A    | A    | A    | 24            |
| Masters            | A    | A    | A    | W    | W    | W    | W    | W    | F    | QF   | W    | QF   | F    | 1R   | QF   | SF   | QF   | F    | 1R   | 1R   | 1R   | SF   | 1R   | 1R   | 1R   | 2R   | A    | 23            |

| Legenda do tabeli | Legenda do tabeli | Legenda do tabeli | Legenda do tabeli         |
| ----------------- | ----------------- | ----------------- | ------------------------- |
| A                 | nie uczestniczył  | #R                | porażka we wczesnej fazie |
| QF                | ćwierćfinał       | SF                | półfinał                  |
| F                 | porażka w finale  | W                 | wygrana w turnieju        |